# Union (New York)
Union ist eine Kleinstadt (Town) im Broome County im US-Bundesstaat New York. Das U.S. Census Bureau hat bei der Volkszählung 2020 eine Einwohnerzahl von 56.138 ermittelt.
In den 1930er Jahren erschien im Ortsteil Endicott die Börsenzeitung Bulletin; außerdem existierte in Endicott ein Forschungslabor von IBM.

## Persönlichkeiten
- Johnny Hart (1931–2007), Cartoonist
- Douglas Gerald Hurley (* 1966), Astronaut
- Reynold B. Johnson (1906–1998), Erfinder
- Jonathan D. Jones (* 1987), Kampfsportler
- Anne O. Krueger (* 1934), Ökonomin
- Sherrie Maricle (* 1963), Schlagzeugerin
- Camille Paglia (* 1947), Kunsthistorikerin
- Ralph Palmer (1909–2005), Computeringenieur
- Keith Rothfus (* 1962), Politiker
- Amy Sedaris (* 1961), Schauspielerin
- Josh Riley, Politiker